# 亦集乃路

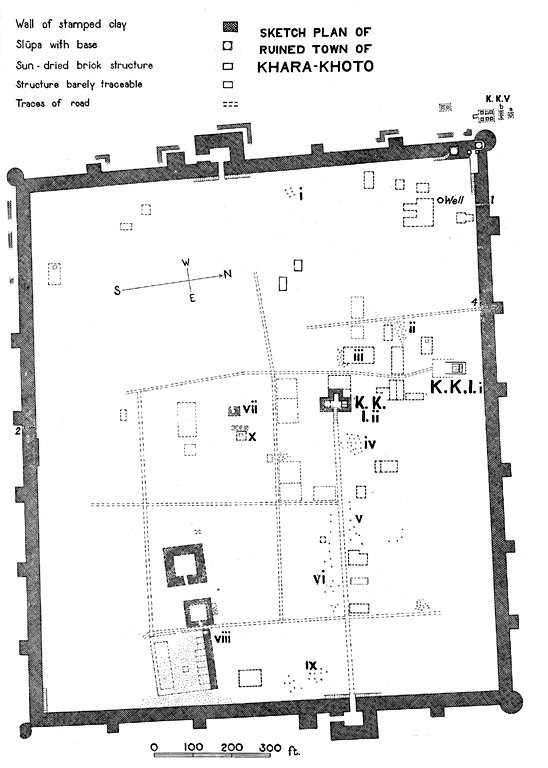
黑城推測平面圖

亦集乃路是元朝西北一下路，屬甘肃等处行中书省。
41°45′58″N 101°08′46″E / 41.766°N 101.146°E

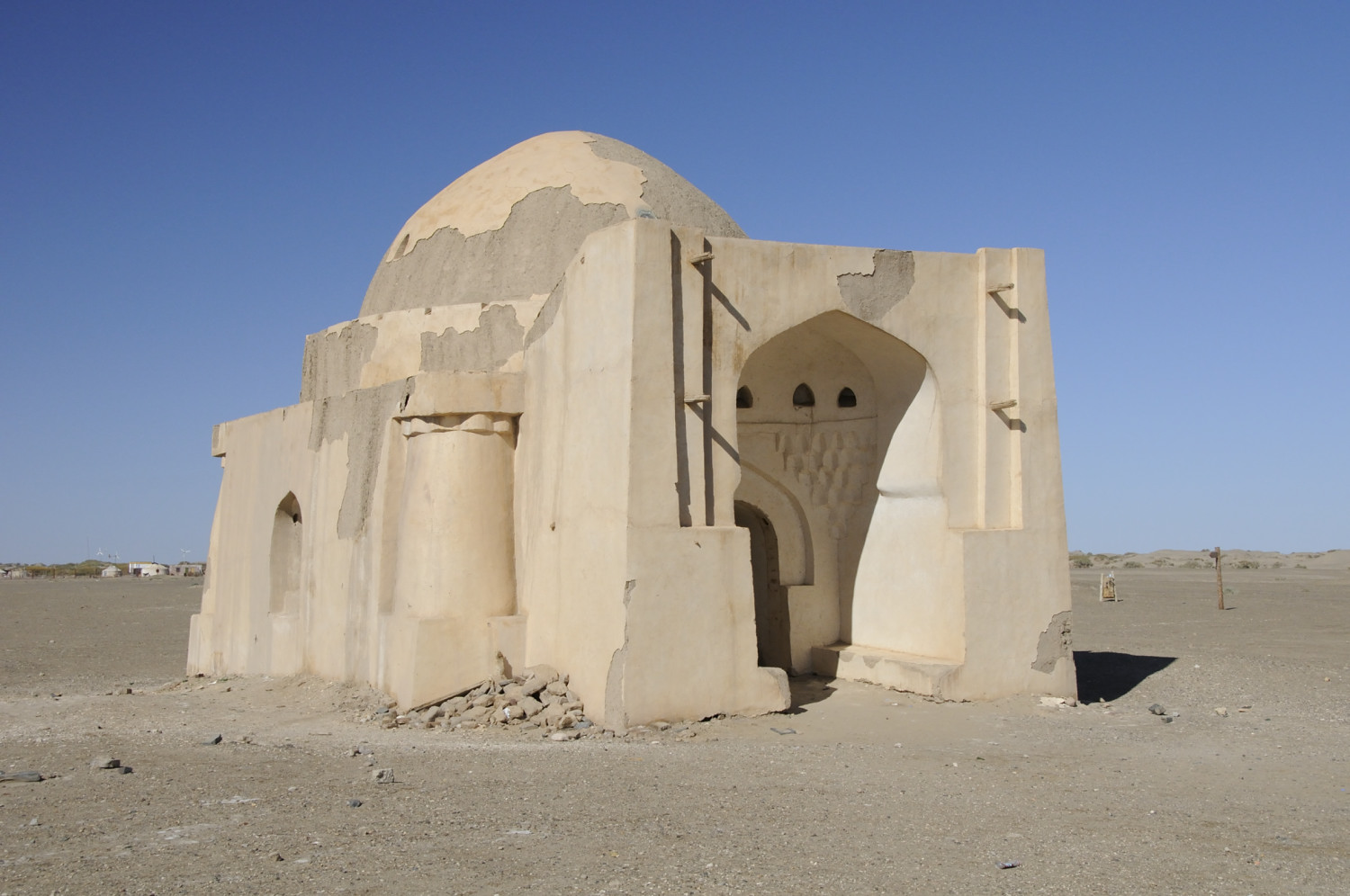
遺址東南角回教徒墓。

亦集乃（西夏語：𗋽𗰞），又译亦即纳，西夏党項语意为“黑水”，又名黑水城。原为西夏黑水城，为西夏西北部军事重镇，十二监军司之，黑水镇燕监军司治所。至元二十三年（1286年）于此置亦集乃路，辖境约当今额济纳旗境。元朝政府于此开凿「合即渠」，屯田90余顷。为元代自河西走廊通往漠北地区驿路上的重要枢纽。今内蒙古自治区额济纳旗东南哈拉浩特古城，蒙古语称为「哈拉浩特」或「哈喇和屯」（转写：qara qota），意为“黑城”。其为现存在丝绸之路上最完整、规模最宏大的古城遗址之一。该城建于公元九世纪的西夏政权时期。

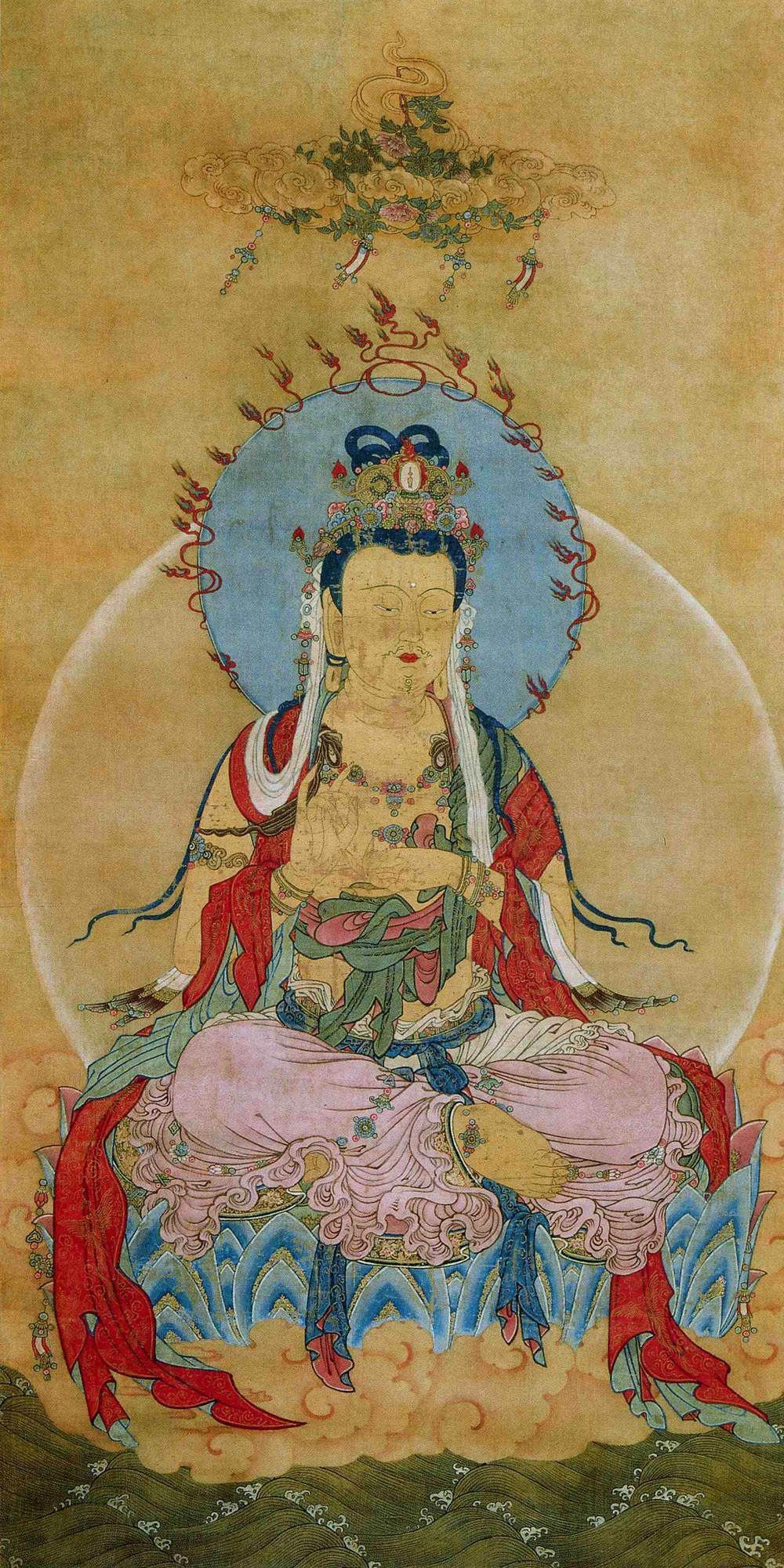
出土的大勢至菩薩像。

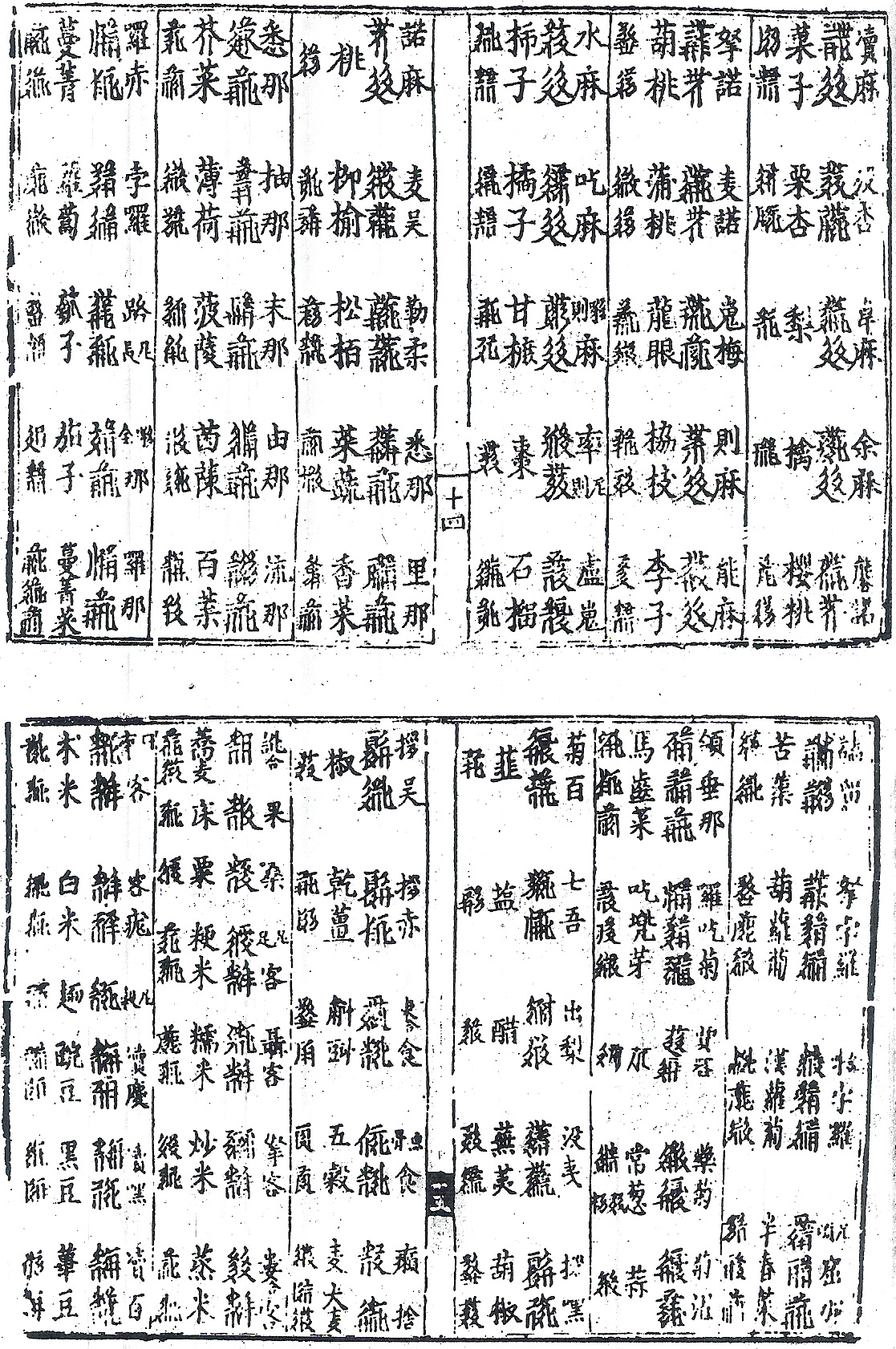
出土的西夏文與漢文對照辭典《番漢合時掌中珠》。

公元1372年，明朝大将冯胜攻破黑城后遭废弃，但至今城内还埋藏着西夏和元代等朝代的珍贵文书。20世纪初，俄国人彼得·库兹米奇·科兹洛夫（1863-1935）和英国人马尔克·奥莱尔·斯坦因（1862-1943）先后来此城遗城盗掘，发掘出大量西夏文资料及大批佛画。黑水城遗址平面呈长方形，东西长450米，南北宽380米，城垣高9米。东西两面开城门，并建瓮城，四面城墙均筑马面。 
近年来，由于周边地区沙化严重，流沙侵蚀黑城，许多遗址已埋于沙下。目前，黑水城遗址抢救性保护工程一期、二期都已经完工。